# Ernst Wehtje
Ernst Fredrik Wehtje (Ernst Wehtje s:r), född den 11 januari 1863 i Svalöv, död 11 maj 1936 i Malmö Sankt Petri församling, var en svensk industriman och kommunalpolitiker (höger).

## Biografi
Ernst Wehtje s:r blev 1887 juris kandidat vid Lunds universitet, 1889 vice häradshövding, var 1889–1898 länsnotarie i Malmöhus län, 1898–1903 kronofogde i Oxie och Skytts härads fögderi och var 1903–1907 vice verkställande direktör och 1907–1936 verkställande direktör i Skånska Cement AB. Han efterträddes på denna post av sin son Ernst Wehtje j:r. Åren 1923–1924 var han ordförande i Sveriges Industriförbund.
Wehtje var 1891–1905 sekreterare hos Malmö stadsfullmäktige samt ledamot av stadsfullmäktige 1905–1908 och 1915–1923 (vice ordförande 1916–1917 och 1919–1922, ordförande 1918). Wehtje var även en bland de ledande i Svenska stadsförbundet och ordförande i Skånska handelskammaren.
Wehtjes uppväxt och långvariga förlovning med sin blivande hustru Mimmi Ahnfeldt finns beskriven, från bevarade brev, i boken Ernst och Mimmi. De blev morfars föräldrar till Marcus Wallenberg (född 1956).
Far till Ernst Wehtje j:r, Walter Wehtje och Fredrik Wehtje. Ernst Wehtje är begravd på Östra kyrkogården i Malmö.